# 布魯克林 (緬因州)
布魯克林（英語：Brooklin）是一個位於美國緬因州漢考克縣的市鎮。

## 人口
根據2020年美國人口普查的數據，布魯克林的面積為106.66平方千米，當中陸地面積為46.41平方千米，而水域面積為60.24平方千米。當地共有人口827人，而人口密度為每平方千米8人。